# Most Wanted (2020)
Most Wanted (Originaltitel: Target Number One in Kanada, veröffentlicht unter Most Wanted in den Vereinigten Staaten, bzw. Suspect numéro un in Québec) ist ein kanadischer Krimi des Regisseurs Daniel Roby, der im am 10. Juli 2020 in die Kinos kam.
Der Film basiert auf der wahren Geschichte von Alain Olivier, einem kanadischen Drogenabhängigen aus Québec, der in den 1980er Jahren Opfer einer Undercover-Operation des Canadian Security Intelligence Service wurde, infolge derer er acht Jahre im berüchtigten Gefängnis Bang Kwang in Thailand verbrachte.

## Handlung
Der kanadische Journalist Victor Malarek untersucht die Umstände der Verhaftung von Daniel Léger, einem 25-jährigen Heroinabhängigen, der in einem Gefängnis in Thailand einsitzt und dem die Todesstrafe droht.
Malarek ist ein engagierter Enthüllungsjournalist, der für die Zeitung The Globe and Mail arbeitet und von seinem Chef unter Druck gesetzt wird, damit er dazu übergeht, wöchentliche Feuilletonartikel zu schreiben. Er wird nach einer gemeinsamen Untersuchung der kanadischen und thailändischen Behörden aufmerksam auf den Fall eines kanadischen Staatsbürgers, der in Thailand verhaftet wurde. Léger wird als Drahtzieher im Drogenhandel identifiziert. Malareks Interesse wird geweckt, als er bemerkt, dass die kanadischen Behörden offenbar Details zurückhalten. Er beschließt, tiefer zu graben und schlägt seinem Herausgeber Art vor, einen Artikel darüber zu schreiben. Art willigt widerwillig ein, Malarek nach Thailand reisen zu lassen, und erlaubt Malarek, die thailändischen Behörden und Léger zu interviewen.
Im weiteren Verlauf stellt der Film den Drogenabhängigen Daniel Léger vor, der naiverweise einen Job bei dem Dealer Glen Picker angenommen hat. Picker bietet dem arglosen Léger an, bei ihm zu wohnen und für ihn zu arbeiten, beabsichtigt jedoch die ganze Zeit, Léger gegen Bezahlung an die Drogenfahnder der kanadischen Polizei auszuliefern. Er bezeichnet Léger als einen wichtigen Akteur in der thailändischen Drogenwelt und deutet an, dass Léger eine größere Heroinlieferung organisieren kann, die nach Kanada geschmuggelt werden soll. Der leitende Drogenfahnder Frank Cooper verwechselt Léger mit einem anderen Kriminellen und fällt auf Pickers Betrug herein.
Picker überzeugt Léger unter dem Deckmantel einer Gefälligkeit, den Drogenfahnder Cooper zu treffen, der Léger zu einem Drogenschmuggel bewegen möchte. Léger hat jedoch Anst vor einer Reise nach Thailand, da bereits sein Reisepass in der Vergangenheit eingezogen wurde. Die kanadische Polizei organisiert daraufhin eine Neuausstellung von Légers Reisepass und bezahlt Flüge, Hotels und Ausgaben in Thailand. Léger reist widerwillig nach Thailand und wird mit der Aufgabe betraut, dort einen Drogenkauf und die Übergabe zu organisieren. Er kann aber nur einen Tuk-Tuk-Fahrer finden, der 2 kg Heroin besorgen kann.
Der Übergabe der Drogen geht schief und es kommt zu einem Kampf, bei dem der Drogenfahnder Cooper versehentlich seinen eigenen Sohn Al Cooper anschießt und tödlich trifft. Die thailändischen Drogenlieferanten werden zusammen mit Léger verhaftet und ins Gefängnis gebracht.
Malarek trifft und interviewt Léger im Gefängnis Bang Kwang in Thailand, wobei er den gesamten Hintergrund erfährt. Beim Verlassen des Gefängnisses rät er Léger, sich schuldig zu bekennen, da dieser andernfalls die Todesstrafe erhalten würde. Da der Prozess auf Thai geführt wird, kann Léger das Verfahren nicht verstehen. Detective Cooper sagt fälschlicherweise aus, dass Léger ein abgebrühter Verbrecher mit einer langen Liste von Verurteilungen in Kanada ist, weshalb Léger verurteilt wird. Léger beteuert seine Unschuld, aber bekennt sich schlussendlich schuldig, um der Todesstrafe zu entgehen, und erhält eine Strafe von 100 Jahren.
Malarek setzt seine Recherchen von Kanada aus fort, wobei er sich zunehmendem Druck ausgesetzt fühlt. Infolgedessen verliert er seinen Job bei der Zeitung The Globe and Mail und wird von seiner Frau verlassen. Ein Hoffnungsschimmer ist, dass Malareks Artikel von der eben neu gegründeten Ethik-Kommission gelesen wird, die den Fall Léger prüft und Malarek um Mithilfe bittet.
Der Film endet mit der Verlegung Légers aus einem thailändischen Gefängnis in ein kanadisches Gefängnis. Léger hat mittlerweile seine Heroinsucht überwunden und sich im thailändischen Recht weitergebildet. Es gelingt ihm nach 8 Jahren Haft endlich, eine Gefängnisverlegung zu erreichen. Malarek trifft Léger bei der Ankunft am Flughafen, als dieser trotz seiner Vergangenheit mit positiver Lebenseinstellung ein neues Leben beginnt.

## Rezeption
Bei Rotten Tomatoes hat der Film eine Zustimmungsrate von 70 Prozent, basierend auf 40 Kritiken.
Bei Metacritic hat der Film eine Punktzahl von 62/100, basierend auf sieben Kritiken.